# Maria Rosa Roca Castelló
Maria Rosa Roca Castelló (Burjassot, 14 de setembre de 1954) és una metgessa i política valenciana, diputada a les Corts Valencianes en la VII i VIII legislatures.

## Biografia
Llicenciada en medicina, de 1995 a 2000 fou directora de l'Hospital Arnau de Vilanova, de 2000 a 2001 directora general d'Atenció al Pacient i en 2002 Directora general d'Assistència Sanitària.
Militant del Partit Popular, ha estat portaveu del PP a l'ajuntament de Godella i alcaldessa de 2003 a 2007, així com diputada per la província de València a les eleccions a les Corts Valencianes de 2007 no renovant l'acta a les eleccions de 2011, no obstant accedí a l'acta el juliol de 2013 en substitució d'Alicia de Miguel i la renúncia del seu precedent a la llista, l'alcalde de Paterna Lorenzo Agustí.